# Phosphat hóa
Phosphat hoá là một phương pháp gia công bề mặt kim loại được áp dụng rộng rãi trong công nghiệp để xử lý bề mặt kim loại, được coi là một trong những phương pháp chuẩn bị bề mặt kim loại tốt nhất trước khi sơn phủ hoặc nhúng dầu mỡ nhằm bảo vệ các chi tiết kim loại đen.
Màng phosphat hoá chuyển hoá bề mặt kim loại thành một lớp bề mặt mới không còn tính dẫn điện và tính kim loại, có khả năng chống ăn mòn. Nhờ các tính chất đó người ta tạo ra công nghệ phosphat hoá để sử dụng trong các nhà máy xử lý bề mặt kim loại.

## Mục đích
- Cải thiện bề mặt kim loại trước khi sơn phủ, sơn lót chống ăn mòn.
- Tạo sự bám dính cho lớp phủ nhựa, cao su.
- Để xử lý bề mặt kim loại trước khi gia công cơ khí như là cán nguội, kéo dây...
- Để tăng khả năng chống ăn mòn của các lớp dầu mỡ, sáp....

## Tác dụng
Tác dụng phổ biến nhất của nó trong thực tiễn là nhằm kéo dài tuổi thọ màng sơn phủ. Nếu nền kim loại khá trơ với các vật liệu sơn phủ thì lớp phosphat hoá tạo ra lớp màng có nhiều lỗ xốp bám rất chắc với nền kim loại. Lớp này lại "thấm" sơn và như thế tạo thành lớp phủ đặc chắc gắn rất tốt với nền.
Trong trường hợp này chức năng của màng phosphat hoá là:
- Liên kết với nền kim loại
- Lớp nền của màng sơn
- Làm tăng độ bền bám của màng sơn
- Chống ăn mòn dưới lớp sơn

Khi sử dụng màng phosphat hóa làm lớp nền cho chất dẻo thì màng phosphat hóa có tính năng và cơ chế tương tự như trên.

## Ứng dụng
Ở các nước công nghiệp phát triển việc xử lý bề mặt trước khi sơn phủ là việc làm theo tiêu chuẩn bắt buộc để tăng cường độ bám của màng sơn cũng như tăng cường khả năng bảo vệ của màng trong điều kiện khí quyển.
Trong công nghiệp được sử dụng phổ biến nhất là màng phosphat hoá của các kim loại nặng như kẽm, sắt, măng gan. Các chế phẩm để xử lý bề mặt đều ở dạng thương phẩm rất thuận tiện cho người sử dụng.